# Rio Cerna (Crasna)
O Rio Cerna é um rio da Romênia, afluente do Maja, localizado no distrito de Maramureş,

Satu Mare.